# Jonathan Vosselman
Jonathan Vosselman (Amsterdam, 14 juni 1984) is een Nederlandse voetballer die van seizoen 2011/2012 tot 11 januari 2013 uitkwam voor Cambuur Leeuwarden.

De geboren Amsterdammer kwam in het seizoen 2011/2012 transfervrij over van Go Ahead Eagles en speelde in totaal 32 officiële duels in het shirt van SC Cambuur

## Jeugd
Vosselman doorliep, nadat hij gescout werd bij SV Lelystad '67, de jeugdopleiding van FC Zwolle. Hier speelde hij van het seizoen 1998 tot aan 2004.
In 2006 tekende hij een driejarig contract bij Go Ahead Eagles uit Deventer. Deze verbintenis werd begin 2009 opengebroken en verlengd met nog eens 2 jaar. Vanaf seizoen 2011/2012 speelt Vosselman bij Cambuur.

## Clubstatistieken
| Seizoen                   | Club                  | Land      | Competitie     | Duels | Goals |
| ------------------------- | --------------------- | --------- | -------------- | ----- | ----- |
| 2006/07                   | Go Ahead Eagles       | Nederland | Eerste divisie | 35    | 0     |
| 2007/08                   | Go Ahead Eagles       | Nederland | Eerste divisie | 36    | 0     |
| 2008/09                   | Go Ahead Eagles       | Nederland | Eerste divisie | 35    | 0     |
| 2009/10                   | Go Ahead Eagles       | Nederland | Eerste divisie | 30    | 0     |
| 2010/11                   | Go Ahead Eagles       | Nederland | Eerste divisie | 32    | 0     |
| 2011/12                   | SC Cambuur Leeuwarden | Nederland | Eerste divisie | 31    | 0     |
| 2012/13                   | SC Cambuur Leeuwarden | Nederland | Eerste divisie | 1     | 0     |
| Totaal                    | Totaal                | Totaal    | Totaal         | 200   | 0     |
| Bijgewerkt tot 5 okt 2012 |                       |           |                |       |       |

## Erelijst
- Seizoen 2006-2007 Periodetitel Jupiler League
- Seizoen 2007-2008 Periodetitel Jupiler League
- Seizoen 2009-2010 Periodetitel Jupiler League
- Seizoen 2009-2010 Halve finale KNVB beker